# Ramkraak

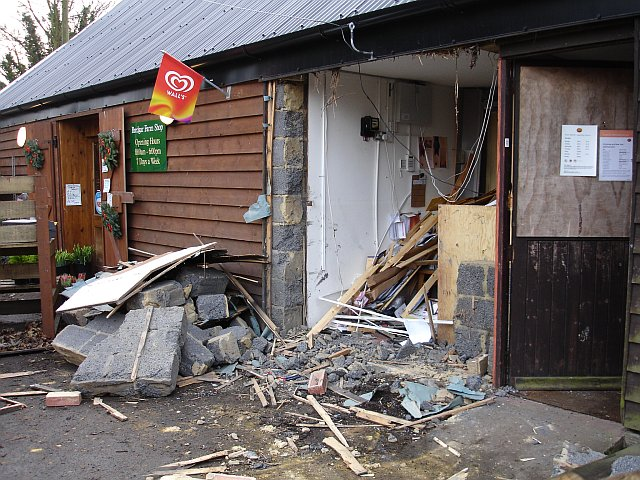
gevolgen van een ramkraak op een postagentschap

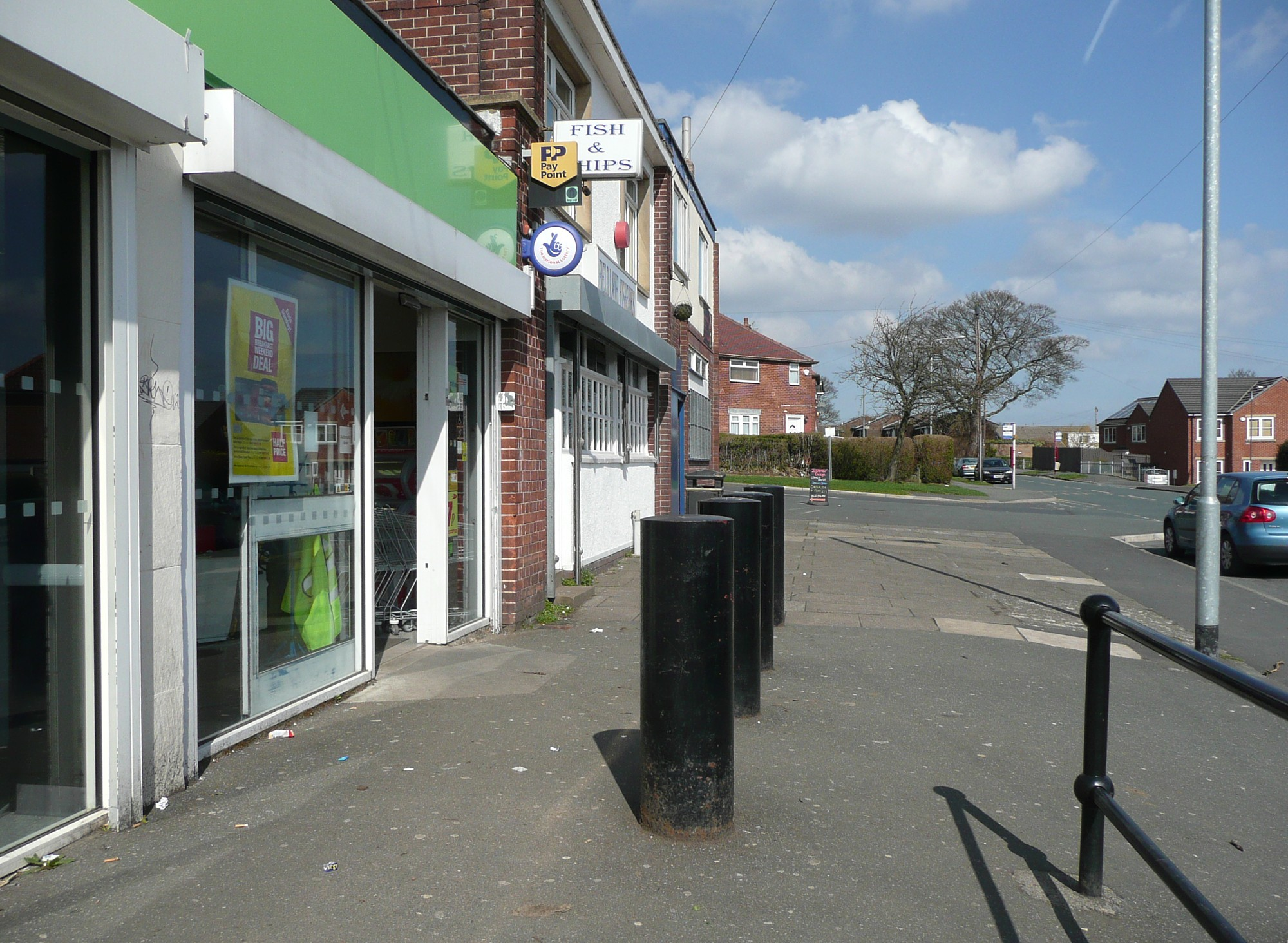
Ramkraakbeveiliging door middel van rampalen voor de gevel van een winkel

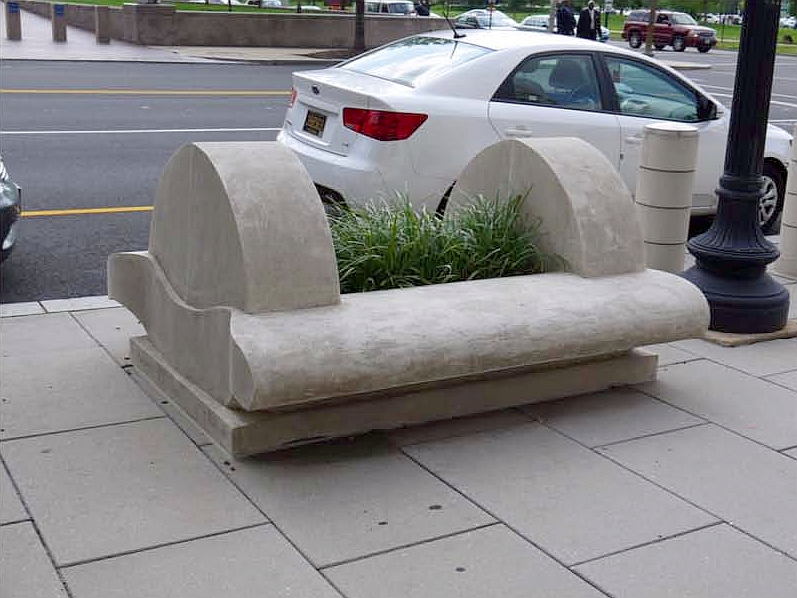
Gecamoufleerde ramkraakbeveiliging in de vorm van een plantenbak

Een ramkraak is een inbraak bij een bank, juwelier of een ander bedrijf waarbij men zich met een auto, shovel of ander zwaar voertuig toegang verschaft tot het gebouw. Met het gebruikte voertuig, vrijwel altijd gestolen, wordt door de gevel gereden. Vervolgens worden waardevolle spullen uit de winkel gehaald en vluchten de daders met de buit.

## Schade
Jaarlijks worden in Nederland honderden ramkraken gepleegd, vrijwel altijd buiten de openingsuren van het bedrijf. Vaak worden hierbij complete gevels eruit gereden. In België vonden in 2006 278 ramkraken plaats.
Naar schatting bedraagt de schadepost per ramkraak ongeveer 30.000 euro.

## Beveiliging
Een ramzuil of ram(kraak)paal kan een ramkraak tegengaan, evenals een ramkraakveilig gevelontwerp, maar de plaatsing gaat vaak in tegen het gemeentelijke beleid in verband met de gestelde welstandseisen. Soms wordt ramkraakbeveiliging onopvallend aangebracht, bijvoorbeeld in de vorm van versterkte plantenbakken of straatmeubilair.

## Trivia
- Op 3 maart 2012 bleek voor burgemeester GertJan Nijpels van de gemeente Opmeer de maat vol. Hij suggereerde menhirs neer te zetten om geldautomaten te beschermen.[4]